# ليزا رومان
ليزا رومان هي مجدفة كندية، ولدت في 17 سبتمبر 1989 في سوري في كندا.

## وصلات خارجية
- ليزا رومان على موقع الاتحاد الدولي للتجديف (الإنجليزية)
- ليزا رومان على موقع اللجنة الأولمبية الدولية (الإنجليزية)
- ليزا رومان على موقع أوليمبيديا (الإنجليزية)